# Gloria Diaz
Gloria Maria Aspirella Diaz (Manila, Filipinas, 10 de marzo de 1951) es una actriz y modelo filipina, ganadora del Miss Universo en su edición del año 1969.

## Vida
Gloria nació en Aringay en la provincia de La Unión, Filipinas. A menudo citada en la prensa como perteneciente al clan Diaz, fue una de doce hermanos (diez mujeres y dos hombres). Una de sus hermanas, Rio Diaz-Cojuangco, también fue una conocida actriz filipina y campeona de la belleza, que murió después de una lucha de seis años con un cáncer de colon.

### Vida personal
Gloria estuvo casada con un empresario llamado Gabriel "Bonng" Daza con quien tuvo dos hijas, Issabella y Avaa, y un hijo, Raphael.

## Miss Universo 1969
Mientras estudiaba en la universidad, fue abordada por un individuo que creía que iba a hacer lo mejor en el concurso de Miss Universo e hizo el peinado de la joven. Diaz fue enviada con tan sólo 18 años a Miami Beach, Florida a donde llegó como una de las favoritas al certamen de Miss Universo 1969. En la ronda final de preguntas su respuesta a cómo dar la bienvenida a los primeros hombres que iban a aterrizar en la luna, Neil Armstrong, Edwin Aldrin y Michael Collins, encantó tanto a los jueces como al público. El 19 de julio de 1969 fue coronada Miss Universo, la primera filipina en ganar el certamen. La noticia de su victoria, y sus medidas, fueron comunicadas a los tripulantes del Apolo 11 durante su misión espacial.

## Carrera

### Actriz
Tras su reinado Diaz se convirtió en una actriz muy conocida en su país en cine y televisión. Ha sido nominada varias veces al Premio Famas (el equivalente de Filipinas de los Oscar) a la mejor actriz principal y mejor actriz de reparto.

### Controversia
En el canal de televisión TV Patrol en una entrevista realizada poco después del certamen Miss Universo 2010 celebrado el 23 de agosto de 2010, Diaz comentó sobre la presencia de Miss Filipinas Venus Raj como 4ª finalista. Ella sugirió en la entrevista que tal vez Raj y Filipinas se beneficiarían de responder a las preguntas del concurso a través de la utilización de un intérprete y no en inglés. Más aún, dijo "porque cuando se piensa en que una cebuana apenas puede hablar inglés y, por supuesto tagalo. Tal vez debería responder en bisaya."
Este comentario provocó indignación entre muchos cebuanos que sintieron que Diaz había insultado su habilidad de hablar inglés. los políticos cebuanos, como la gobernadora de Cebú Gwendolyn García y la congresista Raquel del Mar pidieron que se disculpara públicamente.
En respuesta a la controversia, Diaz no veía necesidad de pedir disculpas y aclaró sus comentarios:

«Permítanme aclarar de una vez por todas. La gente debería tener el derecho de decir o responder a preguntas en el idioma que se quiera. Si son cebuanos, se puede decir en cebuano. Yo no he dicho que no hablan inglés. Si usted está entre ilocanos, habla el ilocano. Pero si usted es ilocano que habla inglés bien, se dice en inglés. Si usted es cebuano que pueden hablar español, si se siente cómodo con el español, que hable en español. Eso es lo que he dicho y eso es lo que quise decir.»

El 1 de septiembre de 2010, el vicealcalde de la liga de las Filipinas-Cebú aprobó una resolución declarando a Gloria Diaz como persona non grata.

## Filmografía

### Televisión
- Insatiable Gloria Reyes (2019)
- Mirabella (2014) Lucia Magnolia Flores
- May Isang Pangarap (2013) Olivia
- Kung Ako'y Iiwan Mo (2012) Elvie Raymundo
- Glamorosa (2011-2012) Claudia Montesilva-Herrera
- Mistaken Identity (2011) Queen Mercedes
- 100 Days To Heaven (2011) Dolores Bustamante
- Beauty Queen (2010) Madame Yuri Sandoval
- Diva (2010) Paula Fernandez
- Nagsimula sa Puso (2009) Pinky Ortega
- Sana Maulit Muli (2007) Monica Johnson
- Star Circle National Teen Quest (2004) TV Series Ella misma/Juez
- Sarah: The Teen Princess (2003) TV Series
- Kool Ka Lang (2001) TV Series Nadia
- Kung Mawawala Ka (2001) TV Series Czarina Montemayor
- Anna Karenina (1996) TV Series

### Películas
- Kung Fu Divas (2013) Madre adoptiva de Charlotte
- Sisterakas (2012) Maria Laurel
- The Mommy Returns (2012) Mabel
- Ang Tanging Ina N'yong Lahat (2008) Presidenta Hillary Dafalong
- Sakal, Sakali, Saklolo (2007) Charito
- Kasal, Kasali, Kasalo (2006) Charito
- Nasaan Ka Man (2005) (Premios FAMAS: nominada a la mejor actriz de reparto) Lilia
- So... Happy Together (2004) Daisy
- Nympha (2003)
- Batang West Side (2002)
- Milagro's Calling (2001)
- Bakit di Totohanin (2001) Isabel
- Bob, Verushka & The Pursuit of Happiness (2000)
- Dahil May Isang Ikaw (1999) Nanay Ruby
- Jose Rizal (1998) (Premios FAMAS: nominada a la mejor actriz de reparto) Teodora Alonzo
- Miguel/Michelle (1998) (Premios FAMAS: nominada a la mejor actriz)
- Kirot sa Puso (1997)
- Reputasyon (1997)
- Dyesebel (1996) Banak
- Trese (1990)
- My Pretty Baby (1989)
- Menudo't Pandesal (1987)
- Working Girls 2 (1987)
- Ang Daigdig ay Isang Butil na Luha (1986)
- Sa Totoo Lang! (1985)
- Lalakwe (1985)
- Momooo (1984)
- May Daga sa Labas ng Lungga (1984)
- Cinq et la Peau (1982) aka Five and the Skin (Internacional: con subtítulos en inglés)
- Palabra De Honor (1981)
- Uhaw na Dagat (1981)
- Ikaw ang Miss Universe Nang Buhay Ko (1979)
- Sinong Kapiling? Sinong Kasiping? (1977)
- Ganito Kami Noon, Paano Kayo Ngayon (1976)
- Sa Pag-ikot Ng Mundo (1975)
- Ang Nobya Kong Sexy (1975)
- Ang Pinakamagandang Hayop sa Balat ng Lupa (1974) (Premios FAMAS: nominada a la mejor actriz)
- Andres de Saya
- Andres de Saya 2
- Andres de Saya 3
- Goatbuster
- Island of Desire
- Sagot ng Puso

## Premios y nominaciones
| Año  | Premio                  | Película u otro | Posición |
| ---- | ----------------------- | --------------- | -------- |
| 1969 | Miss Universo 1969      |                 | Ganadora |
| 1999 | Premios Famas Filipinas | Recipients      | Nominada |